# Expulsion en droit civil français
En procédure civile française, les mesures d'expulsion sont des procédures civiles d'exécution qui permettent au propriétaire d'obtenir la restitution d'un bien immeuble occupé par un locataire, ou par des occupants sans titre (squatteurs). L'expulsion ou l'évacuation d'un immeuble ou d'un lieu habité nécessite une décision de justice ou un procès-verbal de conciliation, et suppose la signification préalable d'un commandement de quitter les lieux par exploit de commissaire de justice (jusqu'en juin 2022, d'huissier de justice). Cette procédure ne doit pas être confondue avec les mesures d'expulsion concernant les étrangers.

## Histoire
Le régime des mesures d'expulsion tend à concilier le droit de propriété ayant valeur constitutionnelle, et le droit au logement qui constitue un objectif à valeur constitutionnelle. Le législateur, qui doit assurer la protection et l'exercice du droit au logement, a régulièrement modifié le régime des mesures d'expulsion. 
La loi du 29 juillet 1998 contre l'exclusion est dite loi Aubry.
La loi du 26 mai 2004 relative au divorce a modifié l'article 220-1 du Code civil, pour exclure l'époux coupable de violences familiales du bénéfice de la trêve hivernale et des délais spéciaux accordés au locataire en difficulté. 
La loi du 5 mars 2007 a instauré un droit au logement opposable à l'État, sans toutefois remettre en cause la procédure d'expulsion prévue par la loi du 9 juillet 1991.
Enfin, la loi du 25 mars 2009 de mobilisation pour le logement et la lutte contre l'exclusion a instauré des mesures de soutien du locataire expulsé dans ses démarches de relogement.
En matière civile, l'expulsion concerne les locataires et les squatteurs ainsi que les étudiants logés par le CROUS, ou si péril en la demeure, qui peuvent être contraint de quitter le logement qu'ils occupent lorsqu'un jugement d'expulsion est prononcé ou lorsqu'un procès-verbal de conciliation exécutoire est établi. [Quoi ?] [réf. souhaitée]
En 2009 en France, 139 657 contentieux reçus dans les tribunaux, et 107 234 décisions d'expulsion prononcées par la justice. Les demandes d'interventions reçues par la police étaient de 41 637 dont 23 885 réponses positives. Le nombre d’intervention d'expulsions effectives était de 10 597. En 2016, 14 363 ménages sont expulsés sous la contrainte .

## Le régime des mesures d'expulsion
Les mesures d'expulsion sont subordonnées à la réunion de certaines conditions de fond, et suivent une procédure très stricte qui favorise la recherche de solutions de relogement des occupants, préalablement à l'évacuation des lieux.
La principale raison d’expulsion est les impayés ou un payement partiel des loyers du locataire. 

### Les conditions de l'expulsion
La réalisation d'une mesure d'expulsion suppose l'obtention d'une décision de justice ordonnant l'expulsion des occupants, et ne peut pas intervenir pendant la trêve hivernale sauf exceptions.

#### L'exigence d'un titre exécutoire
L'article L. 411-1 du Code des procédures civiles d'exécution impose au propriétaire d'obtenir préalablement à toute mesure d'expulsion une décision de justice ou un procès-verbal de conciliation exécutoire.
Les juridictions ont considéré qu'un jugement d'adjudication, qu'un bail notarié ou qu'une transaction homologuée ne peuvent pas servir de titre exécutoire pour fonder une mesure d'expulsion. Par ailleurs, le juge de l'exécution est incompétent pour délivrer un titre autorisant une expulsion.
Le jugement d'adjudication en matière de saisie immobilière vaut titre d'expulsion. (Article L. 322-13 du Code des procédures civiles d'exécution.)
L'expulsion doit être expressément prévue par la décision de justice (jugement ou ordonnance de référé) ou par le procès-verbal de conciliation. Seul le jugement d'adjudication vaut titre d'expulsion sans que l'expulsion y soit expressément mentionnée.

#### L'exclusion de l'expulsion pendant la trêve hivernale
L'article L412-6 du Code des procédures civiles d'exécution donne un sursis de plein droit aux décisions d'expulsion passées en force de chose jugée, pour l'exécution des mesures d'expulsion pendant la trêve hivernale. Ainsi, aucune mesure d'expulsion ne peut être exécutée durant la trêve.
Le SFIO-PCF propose la trêve hivernale. Cette trêve du 1er décembre au 15 mars, voit le jour le 3 décembre 1956 par une loi. Dès le 31 mars 1990, une loi fixe le début de la trêve au 1er novembre. À partir du 31 mars 2013, la trêve se termine le 31 mars. La Loi pour l'accès au logement et un urbanisme rénové (loi ALUR), adoptée et promulguée le 24 mars 2014, confirme ces dispositions. Toutefois, le bénéfice de la trêve hivernale est exclu :
- pour les occupants dont le relogement est assuré « dans des conditions suffisantes respectant l'unité et les besoins de la famille » ;
- pour les occupants sans titre qui sont entrés dans les locaux par voie de fait ;
- pour les occupants d'un immeuble ayant fait l'objet d'un arrêté de péril ;
- pour le conjoint violent dont l'expulsion a été ordonnée par le juge aux affaires familiales sur le fondement de l'article 220-1 du Code civil[7] ;
- pour les occupants de locaux spécialement destinés aux logements d'étudiants (CROUS), lorsque ces occupants ne répondent plus aux conditions d'octroi de ces logements [réf. nécessaire].

#### Les conditions communes aux opérations d'exécution
Il est interdit d’intervenir pour une expulsion entre 21 et 6 h et un dimanche ou un jour férié, sauf cas de nécessité et sur autorisation spéciale du juge.

### La procédure d'expulsion
Le bailleur, qu'il s'agisse d'un bail civil ou d'un bail commercial, n’exécute pas lui-même le jugement mais fait appel à un commissaire de justice, qui se chargera d'appliquer la décision du tribunal, en respectant les formes et délais légaux. Le commissaire de justice ne fait pas usage de la force lui-même, il demande au préfet que celui-ci lui fournisse l'assistance de la police.
Un bailleur peut être tenté de verser dans l’illégalité en expulsant lui-même l'occupant, par exemple dans le cas où après qu'un jugement en bonne et due forme fut rendu par le tribunal et que les délais légaux furent respectés, le préfet refuserait toujours que la police accompagne le commissaire de justice pour procéder à l'expulsion. Le bailleur s'exposerait à une plainte que l'occupant des lieux pourrait déposer pour violation de domicile et aux peines prévues par l'article 226-4 du code pénal.

#### Le commandement de quitter les lieux

##### Le contenu du commandement de quitter les lieux
Le commandement de quitter les lieux est un acte de commissaire de justice qui doit contenir :
- l'indication du titre exécutoire (décision de justice ordonnant l'expulsion ou procès-verbal de conciliation) en vertu duquel l'expulsion est poursuivie ;
- la désignation de la juridiction compétente pour connaître des demandes de délais et des contestations relatives à l'exécution de la mesure d'expulsion ;
- l'indication de la date à partir de laquelle les locaux devront être libérés ;
- l'avertissement fait au débiteur qu'il pourra être procédé à l'expulsion des occupants des locaux à compter de la date de libération des lieux.

Lorsque les locaux sont affectés à l'habitation principale de la personne expulsée et des occupants, le commandement de payer doit reproduire l'article 62 de la loi du 9 juillet 1991, et les articles L.613-1 à L.613-5 du Code de la construction et de l'habitation.
Le défaut de l'une des mentions obligatoires, ou le défaut de reproduction des dispositions obligatoires en matière de locaux servant à l'habitation principale constituent une cause de nullité du commandement de quitter les lieux, mais supposent l'existence d'un grief (préjudice avéré) pour la personne expulsée.

##### La signification du commandement de quitter les lieux
Le commissaire instrumentaire doit signifier le commandement de quitter les lieux à la personne expulsée, et non au domicile élu par cette personne. Le commissaire peut délivrer le commandement dans l'acte de signification du titre exécutoire en vertu duquel l'expulsion est poursuivie.
L'expulsion ne peut pas intervenir avant l'expiration d'un délai de deux mois à compter de la signification du commandement de payer. L'écoulement de ce délai est suspendu pendant la trêve hivernale. Le commandement continue de produire ses effets lorsque la personne expulsée se réinstalle sans titre dans les locaux concernés.
Le commissaire de justice doit informer, par lettre recommandée avec accusé de réception, le préfet du département du lieu de situation de l'immeuble, et lui soumettre une copie du commandement de quitter les lieux et une copie du titre exécutoire. [réf. souhaitée] Le commissaire doit également lui préciser la situation sociale et financière de la personne expulsée, pour permettre au préfet de prendre en compte sa situation dans le cadre du plan départemental d'action pour le relogement des personnes défavorisées.

#### Les délais à respecter
Le locataire qui occupe le local affecté à son habitation principale bénéficie d'un délai de deux mois à compter du commandement de quitter les lieux. Le bénéfice de ce délai est réservé au locataire de bonne foi pour atténuer le traumatisme lié à l'expulsion. Toutefois, le juge peut réduire ou supprimer ce délai par une décision spéciale et motivée, lorsque la personne expulsée est entrée par voie de fait, ou lorsque le locataire n'a pas donné suite aux propositions de relogement faites en application de l'article L442-4-1 du Code de la construction et de l'habitation.
La personne expulsée peut solliciter l'octroi d'un délai supplémentaire de trois mois (à compter du délai précédent de deux mois), lorsque l'expulsion aurait des conséquences d'une exceptionnelle dureté. Ces conséquences sont appréciées au regard de la situation personnelle de l'occupant, de son handicap ou de son état de santé, de la présence d'enfants en bas âge, ou en raison des circonstances climatiques. Le juge dispose d'un pouvoir d'appréciation dans l'octroi de ce délai, dont l'écoulement est suspendu pendant la trêve hivernale.
Enfin, les articles L412-1 et suivants du Code des procédures civiles d'exécution permettent à la personne expulsée de bénéficier d'un sursis à exécution de la décision d'expulsion ayant autorité de chose jugée. Le sursis est octroyé pour une durée comprise entre un mois et un an, par le juge de l'exécution ou le juge des référés (qui disposent d'un pouvoir discrétionnaire). Des expulsés qui ne peuvent pas obtenir de bonnes conditions de relogement, obtiennent du sursis.
 Le refus d'octroyer un sursis peut être motivé par la mauvaise foi de l'occupant, caractérisée par le maintien dans les lieux à l'expiration du bail, et en l'absence de toute recherche de logement ou de toute demande de logement social.
Selon les associations en 2009, la procédure d'expulsion est passée de 3 à 1 an. Factuellement, en 2021, les délais d'une procédure d'expulsion sont compris entre 10 mois et deux ans, avec une moyenne à 12 mois. La durée est variable en fonction de plusieurs facteurs, c'est surtout la configuration de la trêve hivernale dans la procédure considérée qui est susceptible de raccourcir ou de rallonger la procédure .

#### Exécution du jugement d'expulsion par commissaire
Si, à l'expiration d'un délai de 2 mois à compter de la signification du commandement, l'occupant demeure toujours dans les lieux, le bailleur demande alors au commissaire de procéder à son expulsion. Alors le commissaire se présente au domicile de l'occupant : si celui-ci accepte de partir immédiatement, la procédure d'expulsion est terminée et le bailleur récupère son bien. Si l'occupant refuse de partir, le commissaire doit demander le concours de la force publique au préfet.

#### Sollicitation par le commissaire du concours de la force publique auprès dupréfet
- L'occupant refuse de partir : le commissaire va dresser un procès-verbal de tentative d’expulsion et solliciter l'assistance et le concours de la force publique, par demande auprès du préfet.

- À la suite de la demande du commissaire, le préfet dispose d'un délai de 2 mois pour répondre favorablement ou non à la demande du commissaire. Si silence a été gardé par la préfecture une fois ce délai écoulé, il vaut refus et la demande est considérée comme rejetée.

- Si la demande est acceptée, une date à laquelle la police interviendra sera alors fixée.

- Lors de l'expulsion, le commissaire dresse un nouveau procès-verbal dans lequel sont notamment mentionnés les meubles appartenant à l'occupant. L'occupant doit indiquer le lieu où il souhaite voir entreposer ses meubles, qui y seront transportés à ses frais. Si les meubles sont laissés sur place ou entreposés dans un lieu désigné par le commissaire, l'occupant dispose d'un mois pour les retirer. Si ce délai n'est pas respecté, les meubles pourront être vendus aux enchères.

##### Refus du préfet de prêter assistance au commissaire
- Dans certains cas, le refus du préfet que la police assiste le commissaire est motivé par de potentiels troubles à l'ordre public : ceux-ci peuvent par exemple se produire si des enfants en bas âge se trouvent parmi les expulsés et qu'une manifestation spontanée du voisinage risque d'éclater, ou lors d'un rassemblement organisé par une association de droit au logement pour empêcher le départ de(s) l'occupant(s).

- Dans le cas d'un refus, la décision préfectorale est contestable devant le tribunal administratif :
  - Le bailleur peut demander au tribunal que l’État lui paye l’équivalent du loyer qu'il devrait percevoir de celui qui occupe le logement (voir ci-après).
  - Au juge des référés de ce même tribunal, en vertu de la loi du 30 juin 2000, le bailleur peut aussi saisir le tribunal administratif pour qu'il prononce toutes les mesures nécessaires (ici qu'il donne l'ordre à la police d'intervenir) afin de sauvegarder une liberté fondamentale (référé-liberté). Le juge des référés peut ordonner toutes mesures nécessaires à la sauvegarde d'une liberté fondamentale (comme le droit de propriété qui est bafoué ici) à laquelle une personne morale de droit public (refus ici du concours de la police) ou un organisme de droit privé chargé de la gestion d'un service public aurait porté, dans l'exercice d'un de ses pouvoirs, une atteinte grave et manifestement illégale. La situation d'urgence doit être appréciée en fonction des intérêts du requérant mais aussi de l'intérêt public (Conseil d'État, 21 novembre 2002).

Le refus du concours de la force publique ouvre droit à réparation financière. Mais on ne peut pas saisir directement le juge administratif : il faut d'abord demander une indemnité au préfet par voie amiable. Il n'est pas nécessaire de prendre un avocat pour le faire. C'est la décision prise par le préfet (refus d'indemniser, indemnité trop faible) que l'on peut attaquer devant le juge administratif (obligation d’un avocat).